# Nat Turner
Nathaniel „Nat” Turner (n. 2 octombrie 1800, Southampton, Virginia - d. 11 noiembrie 1831, Jerusalem, azi Courtland, Virginia - executat) a fost un sclav afro-american care a condus în anul 1831 o revoltă a sclavilor negri.

## Biografie

### Primii ani
Nathaniel Turner s-a născut în 1800 ca fiu al unei sclave pe plantația lui Benjamin Turner din Southampton. A fost crescut mai ales de mama sa și de bunica sa din partea paternă, care i-au inculcat ura față de starea de robie. Tatăl său fugise în statele din nord. Familia i-a admirat de mic inteligența și i-a încurajat înclinațiile mistice grandioase. După moartea lui Benjamin Turner în 1810 fiul mai mare al acestuia, Samuel, i-a dat prilejul lui Nathaniel să învețe să scrie și să citească (ceea ce, din partea unui negru, era considerat delict grav), să aibă accesul la cărți destinate albilor, și să audă predici baptiste și să frecventeze întâlniri religioase ale negrilor. A învățat, între altele, și să experimenteze explozii cu praf de pușcă. Prin anul 1821 Nat s-a căsătorit cu o sclavă pe nume Cherry. Cu timpul Nat Turner devenit foarte evlavios, a dedicat multă energie rugăciunilor și posturilor, și prin anul 1825 s-a întărit în convingerea că Dumnezeu l-a ales să izbăvească pe robii negri din sclavie. El însuși a devenit un predicator al bisericii sclavilor și a început să-și propovăduiască ideile în rândul sclavilor, fiind poreclit „Prorocul”.În anul 1822 a murit Samuel Turner, iar Nat a fost vândut unui alt plantator pe nume Thomas Moore, în timp ce soția sa a fost vândută altui stăpân din vecinătate, Giles Reese. În ciuda despărțirii, cei doi soți puteau să se întâlnească din când în când.

### Revolta
Când în 1828 a murit Thomas Moore, Nat Turner a devenit sclavul copilului minor al acestuia, Putnam Moore. După un timp un rotar pe nume Joseph Travis s-a căsătorit cu văduva lui Moore și a devenit noul stăpân al plantației. 
În februarie 1831 o eclipsă de soare l-a făcut pe Nat Turner să creadă că aceasta era un semn de la Dumnezeu că momentul izbăvirii se apropie. La 21 august 1831 Nat și alți șapte sclavi i-au omorât în pat pe proprietar, pe soția lui și pe copilul ei. Înarmat fiind cu cuțite,topoare și lopeți, grupul lor a trecut apoi de la o plantație la alta, recrutând sclavi și negri liberi, procurându-și cai, catâri, săbii și arme de foc și ucigându-i pe albi fără milă. Se spune că „Generalul Turner”, cum i se spunea, se abținea să ucidă el însuși. Până ce albii s-au organizat, răsculații, care, spre dezamăgirea lui Turner, nu au depășit numărul total de 70, au reușit să semene teroare, omorând 55 de albi - inclusiv femei și copii. 3000 de membri ai milițiilor albilor au fost antrenați în eforturile de a reprima revolta. În cursul represaliilor, albii au omorât circa o sută de sclavi care nu erau implicați în revoltă. 
Turner a izbutit să fugă și s-a ascuns vreme de șase săptămâni, până ce a fost prins la 30 octombrie 1831. În vremea detenției, avocatul Thomas R.Gray a așternut pe hârtie povestea vieții acestuia. Ea a fost ulterior publicată sub titlul „The Confessions of Nat Turner”. Răscoala eșuată a lui Turner a dus vreme de luni de zile la acte de violență cu ucideri de sclavi, și la înăsprirea regulilor contra negrilor nesupuși. 
La 11 noiembrie 1831 Nat Turner a fost spânzurat, în urma unui proces, la Jerusalem, azi Courtland, în comitatul Southampton. Corpul său a fost lăsat medicilor, care l-au decapitat și despicat.

## In Memoriam
- La finele anilor 1960 Turner a devenit un simbol al Mișcării Black Power și al eliberării afro-americanilor
- 2009 - Parcul cel mai mare din orașul  Newark îi poartă numele

## Nat Turner în media artistică

### Literatură
- 1967 romanul lui William Styron The Confessions of Nat Turner, bazat în parte pe însemnările lui Gray - in ciuda criticilor cărții din anii 1960, ea a devenit un best seller.
- The Letter Writer - roman istoric de Ann Rinaldi,  se petrece în vremea răscoalei lui Nat Turner
- 2006 Romanul grafic Nat Turner  de Kyle Baker -premiat cu mai multe premii
- 2011 - The Resurrection of Nat Turner, Part 1: The Witnesses: A Novel - roman istoric de Sharon E.Foster
- L'Ange noir - roman de Catherine Hermary-Vieille
- Up Jumps the Devil roman de Michael Poore

### Muzică
- Reef The Lost Cauze, rapper din Philadelphia, a scris un cântec  despre Nat Turner în albumul său A vicious Cycle,

### Cinema
- 2003 - filmul Nat Turner:A Troublesome Property de regizorul Charles Burnett [6]
- 2016 - filmul  The Birth of a Nation  în regia lui Nate Parker